# ヤノネグサ
ヤノネグサ（矢の根草、学名：Persicaria muricata）は、タデ科イヌタデ属の一年草。

## 特徴
茎の下部は地面を這い、上部は斜上し、横に広がって、高さ20-70cmになる。茎は細長い円柱形で、茎の上部には小さな下向きの刺毛がある。葉は互生し、短い葉柄があり、葉身は卵形から楕円形で、先端は鋭突形、縁は全縁だがざらつき、基部は切形または浅い心形になり、耳部は短く、長さ2-8cm、幅1-4cmになる。葉の両面は無毛または星状毛がまばらに生え、裏面の中央葉脈に沿って小さな下向きの刺毛が生え、刺毛は葉柄にも生える。托葉鞘は、長さ1-2cmになり、膜質無毛で、先は水平に切れた筒型で縁毛は長い。
花期は8-10月。偽総状花序は茎先と上部の葉腋から生じる枝の先につき、短く密につく。花序柄は鋭角的に分枝し、腺毛が生える。花柄は苞より短く、無毛。花冠裂片に見えるのは萼裂片で、萼は5深裂し、裂片は長さ2-3mm、紅色でときに白色。雄蕊は8個あり、萼片より短い。子房は長卵球形で、その上部に3個の花柱がある。果実は3稜がある卵形の痩果で、褐色で光沢があり、宿存する萼片に包まれ、長さ約2.5mmになる。染色体数は2n=20。
ナガバノヤノネグサ P. breviochreataより、ナガバノウナギツカミ P. hastatosagittata に近縁である。

## 分布と生育環境
日本では、北海道、本州、四国、九州に分布し、水辺や湿地に生育する。世界では、朝鮮半島、台湾、中国大陸、フィリピン、タイ、インド東部に分布する。

## 名前の由来
和名ヤノネグサは、「矢の根草」の意。葉の形が「矢の根」、つまり矢尻に似ていることによる。
種小名（種形容語）muricata は、「硬尖面の」「堅い尖頭物でざらざらした」の意味。

## 分類
イヌタデ属のウナギツカミ節 Sect. Echinocaulon に属する種は、茎に下向きの刺毛が生える。ただし、一部の種では刺毛が目立たないことがある。同節に属するもののうち、イシミカワ P. perfoliata、ママコノシリヌグイ P. senticosa、ミヤマタニソバ P. debilis などのグループは、托葉鞘が葉状になる。一方、本種、ウナギツカミ P. sagittata、ナガバノウナギツカミ P. hastatosagittata、ホソバノウナギツカミ P. praetermissa、ナツノウナギツカミ P. dichotoma、ナガバノヤノネグサ P. breviochreata のグループは、托葉鞘が円筒形で膜質になる。

## ギャラリー

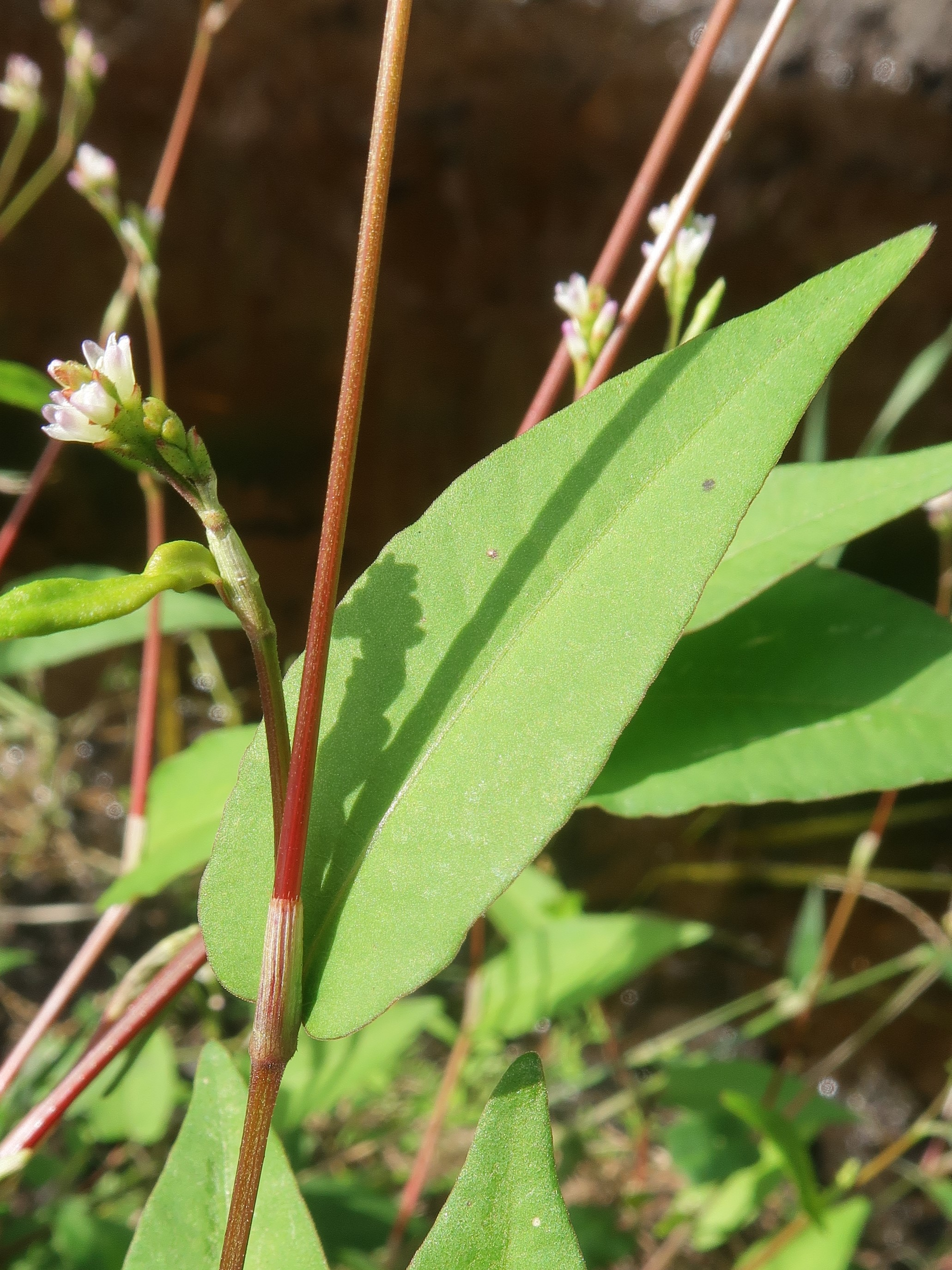
葉の表面。先は鋭突形、基部は切形から浅心形になる。
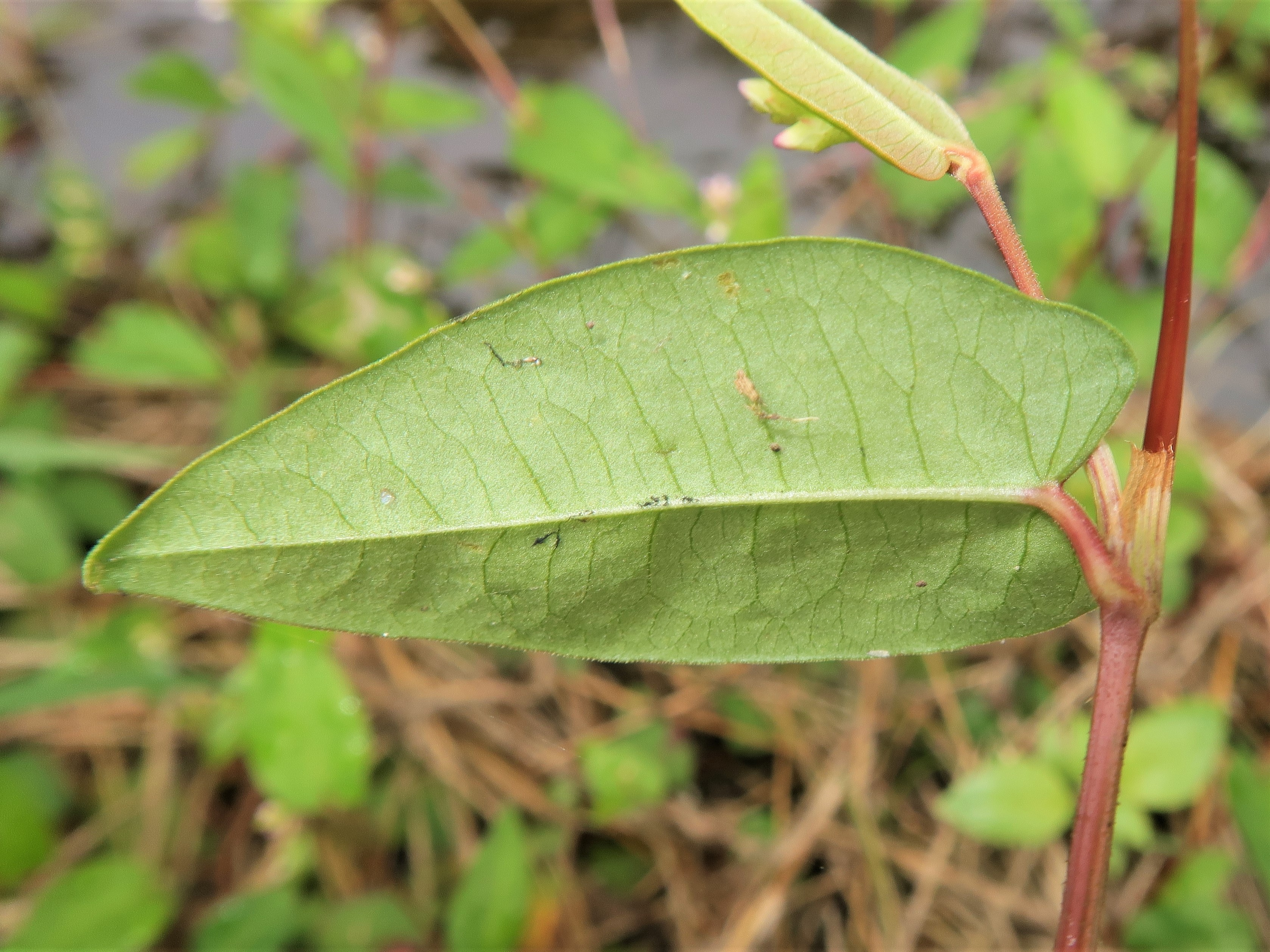
葉の裏面。「矢尻」形になる。
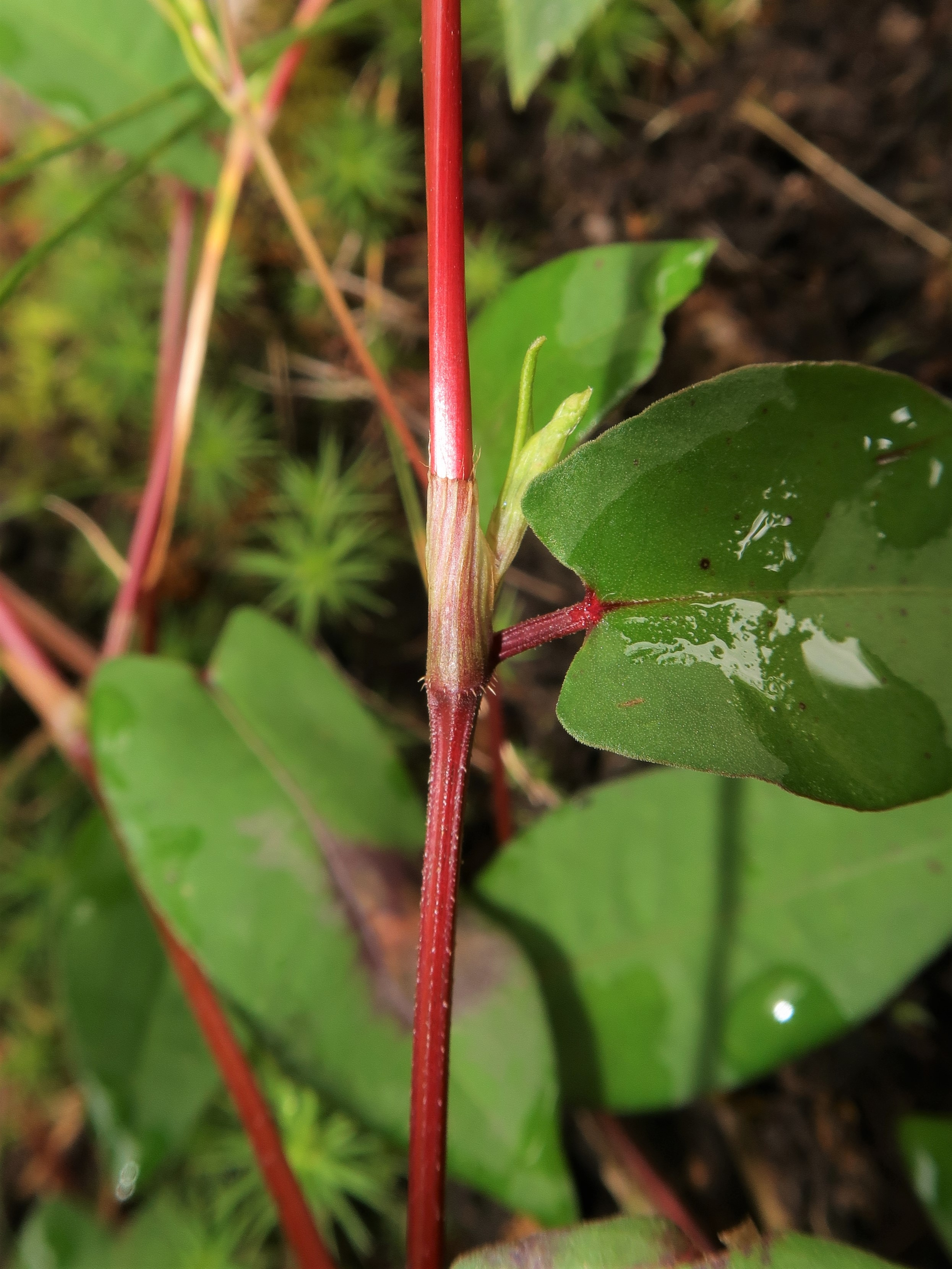
托葉鞘は、膜質無毛で、先は水平に切れた筒型で縁毛は長い。
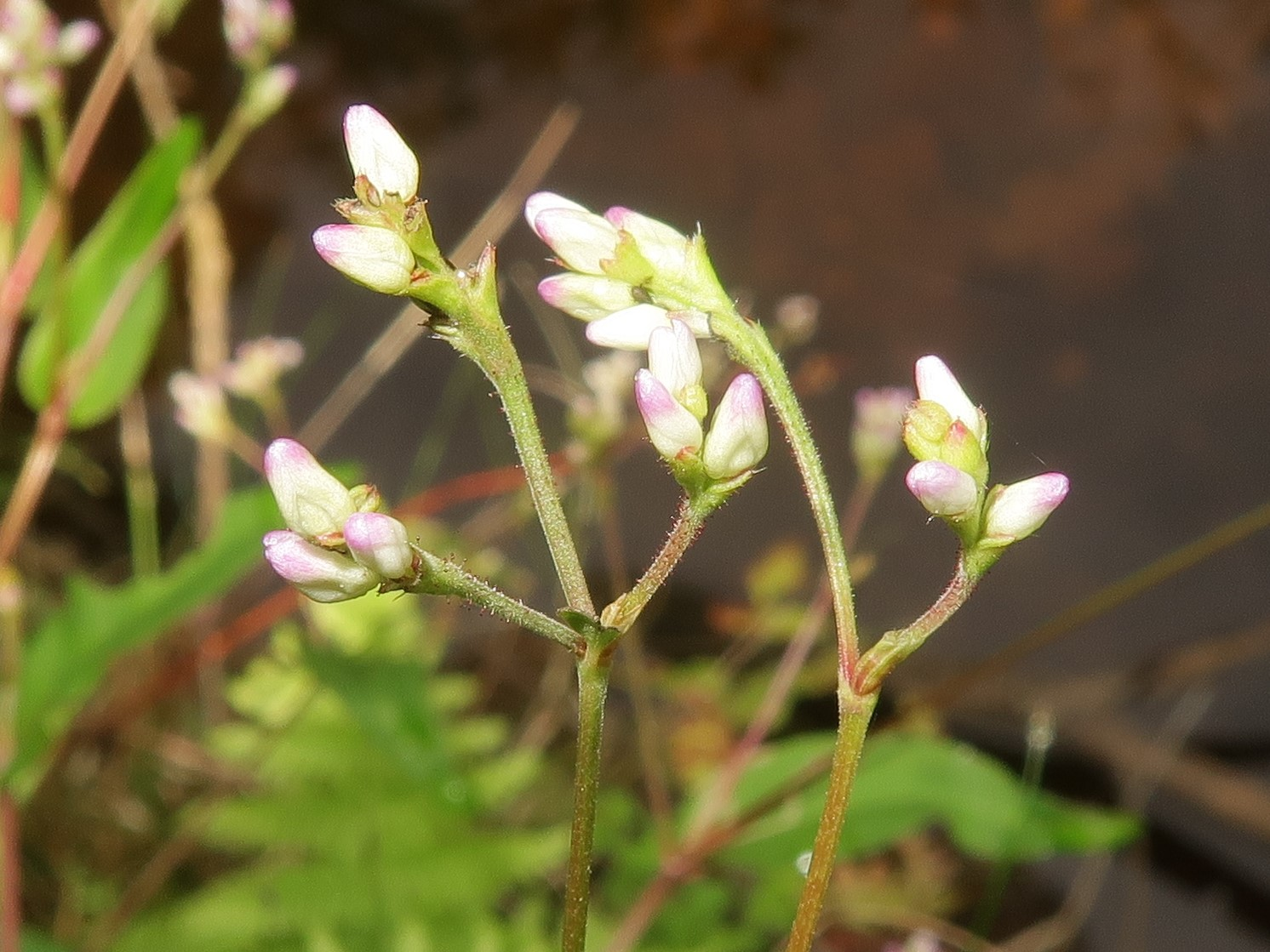
花序柄に腺毛が生える。

## 下位分類
- シロバナヤノネグサ Persicaria muricata (Meisn.) Nemoto f. albiflora (Makino) Yonek.[12] - 白花品種[8]。